# آلاء بن ميلاد
آلاء بن ميلاد سباحة تونسية من مواليد 11 أغسطس 2008. تحصل على ميدالية برونزية في سباق 800 متر سباحة حرة في دورة الألعاب العربية 2023.

## مواضيع ذات صلة
- دورة الألعاب العربية 2023
- تونس في دورة الألعاب العربية 2023